# Arvydas Juchna
Arvydas Juchna es un deportista lituano que compitió en golbol. Ganó dos medallas en los Juegos Paralímpicos de Verano, plata en Sídney 2000 y plata en Pekín 2008.

## Palmarés internacional
| Juegos Paralímpicos | Juegos Paralímpicos | Juegos Paralímpicos | Juegos Paralímpicos |
| Año                 | Lugar               | Medalla             | Competición         |
| ------------------- | ------------------- | ------------------- | ------------------- |
| 2000                | Sídney (Australia)  | Medalla de plata    | Torneo masculino    |
| 2008                | Pekín (China)       | Medalla de plata    | Torneo masculino    |